# Praxithea melzeri
Praxithea melzeri är en skalbaggsart som beskrevs av Lane 1956. Praxithea melzeri ingår i släktet Praxithea och familjen långhorningar. Inga underarter finns listade i Catalogue of Life.